# Sverre Hassel

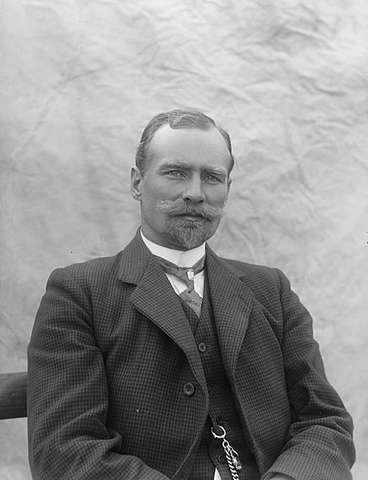
S. H. Hassel

Sverre Helge Hassel, född 1876 i Kristiania (nuvarande Oslo), död 1928, var en norsk polarfarare. Hassel gick till sjöss i ung ålder och tog styrmans- och skepparexamen. Han deltog i den andra Fram-expeditionen under Otto Sverdrup 1898–1902, och i Roald Amundsens sydpolsexpedition, där han var en av de fem norrmän som 14 december 1911 satte den norska flaggan på Sydpolen. Senare arbetade Hassel som tulltjänsteman i Grimstad.